# Pavel Aleksejevič Čerenkov
Pavel Aleksejevič Čerenkov (rusko Па́вел Алексе́евич Черенко́в), ruski fizik, * 28. julij 1904, vas Nova Čigla, Voroneška gubernija, Ruski imperij (sedaj Rusija), † 6. januar 1990, Moskva, Sovjetska zveza (sedaj Rusija).

## Življenje in delo
Njegova starša Aleksej in Marija Čerenkov sta bila kmeta. Leta 1928 je diplomiral na fizikalno-matematični fakulteti Voroneške državne univerze. Leta 1930 je postal mladi raziskovalec na Fizikalno-matematičnem inštitutu v Leningradu. Leta 1935 je zagovarjal dizertacijo za kandidata in leta 1940 doktorsko dizertacijo. Leta 1935 se je zaposlil na Fizikalnem inštitutu Lebedjeva v Moskvi.
Čerenkov se je ukvarjal s fizikalno optiko, jedrsko fiziko in fiziko delcev visokih energij. Leta 1934 je v laboratoriju pod vodstvom Sergeja Vavilova opazoval soj modre svetlobe, ko je steklenico vode izpostavil radioaktivnemu sevanju. Pojav se danes imenuje po njem pojav Čerenkova in je povezan z nabitimi atomskimi delci, ki se gibljejo hitreje od hitrosti svetlobe v dani snovi. Pojav se je izkazal za zelo pomembnega pri kasnejšem eksperimentalnem delu v jedrski fiziki in pri raziskovanju kozmičnih žarkov. Teorijo pojava Čerenkova sta leta 1937 razdelala Igor Tamm in Ilja Frank. Detektor Čerenkova je postal standardni del opreme pri atomskih raziskavah opazovanja obstoja in hitrosti delcev z velikimi hitrostmi. Napravo so namestili na satelit Sputnik 3, ki so ga izstrelili leta 1958. 
Leta 1958 je Čerenkov skupaj s Frankom in Tammom za odkritje in opis pojava Čerenkova prejel Nobelovo nagrado za fiziko. Leta 1946 in 1952 je z Vavilovim prejel Državno nagrado SZ. Nagrado je prejel še enkrat leta 1977 skupaj s Frankom in Tammom. Leta 1984 so ga imenovali za heroja socialističnega dela.
Sodeloval je pri razvoju in konstrukciji elektronskih pospeševalnikov, sinhrotronov in pri raziskavah fotojedrskih in fotomezonskih reakcij. Raziskoval je fotorazpad helija in drugih lahkih jeder.
Leta 1953 je postal profesor eksperimentalne fizike. Od leta 1959 je vodil laboratorij za fotomezonske pojave. Poučeval je štirinajst let. Leta 1970 je postal član sovjetske oz. (zdaj) Ruske akademije znanosti (РАН).
Leta 1930 se je poročil z Marijo Putincevo, hčerko A. M. Putinceva, profesorja ruske književnosti. Imela sta sina Alekseja in hči Eleno.
Po vsej verjetnosti je Robert Heinlein v svojem ZF romanu Vesoljski bojevniki (Starship Troopers) iz leta 1959 imenoval »pogon Čerenkova« po Čerenkovu in njegovem delu.
Pokopan je na moskovskem pokopališču Novodeviči.